# Coalbrookdale
Coalbrookdale é um assentamento localizado na Inglaterra, Reino Unido, considerado uma das pioneiras da Revolução Industrial, encontra-se dentro da freguesia chamada Gorge.

## História
Este é o lugar onde o minério de ferro foi fundido pela primeira vez por Abraham Darby usando "carvão de coque" facilmente extraído. O carvão era extraído de minas à deriva nas encostas do vale. Como continha muito menos impurezas do que o carvão normal, o ferro que produzia era de qualidade superior.   Juntamente com muitos outros desenvolvimentos industriais que estavam ocorrendo em outras partes do país, essa descoberta foi um fator importante na crescente industrialização da Grã-Bretanha, que se tornaria conhecida como a Revolução Industrial. 
Hoje, Coalbrookdale abriga o Ironbridge Institute, uma parceria entre a Universidade de Birmingham e o Ironbridge Gorge Museum Trust, que oferece cursos de pós-graduação e desenvolvimento profissional em patrimônio.